# Pîsarivka, Sînelnîkove
Pîsarivka (în ucraineană Писарівка) este localitatea de reședință a comunei Pîsarivka din raionul Sînelnîkove, regiunea Dnipropetrovsk, Ucraina.

## Demografie
Componența lingvistică a localității Pîsarivka
     Ucraineană (92,12%)
     Rusă (4,32%)
     Romani (2,44%)
     Alte limbi (0,38%)
Conform recensământului din 2001, majoritatea populației localității Pîsarivka era vorbitoare de ucraineană (92,12%), existând în minoritate și vorbitori de rusă (4,32%) și romani (2,44%).